# König-Mindaugas-Brücke

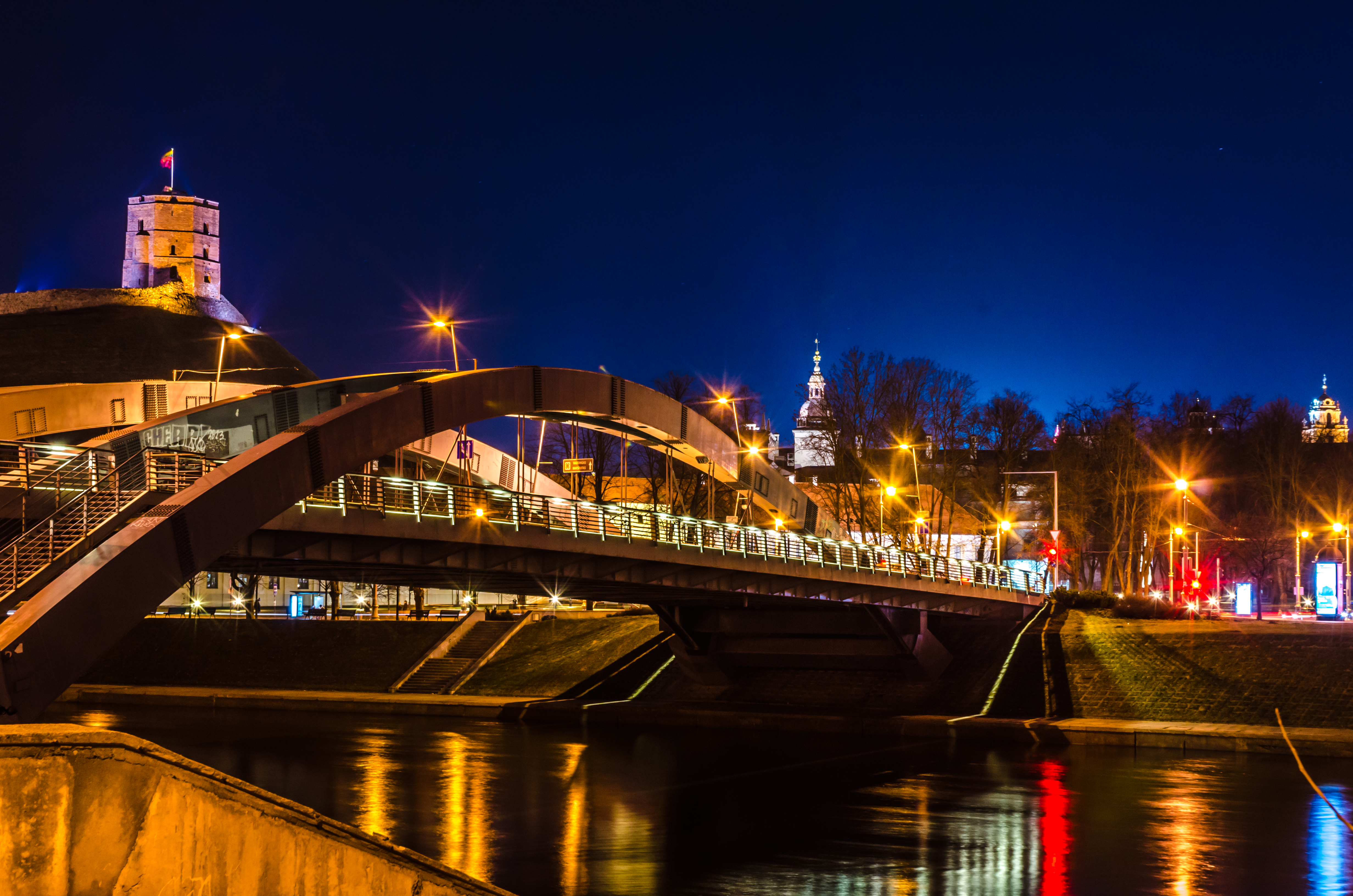

Die König-Mindaugas-Brücke (litauisch Karaliaus Mindaugo tiltas) ist eine Straßenbrücke über die Neris im Zentrum der litauischen Hauptstadt Vilnius. Der 2003 gebaute und nach dem litauischen König Mindaugas
benannte Bau verbindet den Stadtteil Žirmūnai mit dem Zentrum und Altstadt Vilnius. Die Brücke wurde am 6. Juli 2003 vom Bürgermeister Artūras Zuokas und Ministerpräsidenten Algirdas Brazauskas in Anwesenheit von 10.000 Zuschauern eingeweiht. Die Fahrbreite beträgt 11,25 Meter. Sie wurde vom Unternehmen Akcinė bendrovė "Tilsta" und Subunternehmen wie "Viadukas" und "Kauno tiltai" gebaut. Die Kosten beliefen sich auf 17 Mio. Litas (5 Mio. Euro). Am 2. Juli 2003 erfolgten Tests der Konstruktion durch 18 mit Sand beladene KAMAZ-Lastwagen (insgesamt 315 Tonnen).

## Weitere Brücken in Vilnius
- Grüne Brücke (Žaliasis tiltas)
- Šilo-Brücke in Antakalnis
- Žirmūnai-Brücke in Žirmūnai und Antakalnis